# Médaille Joe-Marston
La médaille Joe-Marston est une récompense attribuée au meilleur joueur de la finale de l'A-League chaque année. Introduite en 1990, cette récompense était aussi attribué au meilleur joueur de la finale de la National Soccer League ou NSL. Elle est nommée ainsi pour rendre hommage à Joe Marston, ex-international australien dans les années 50 et qui fit partie de l'équipe de Preston North End qui arriva en finale de la FA Cup de 1954.

## Lauréats

### National Soccer League
| Saison      | Vainqueur          | Club                  | Club adverse      |
| ----------- | ------------------ | --------------------- | ----------------- |
| 1989 – 1990 | Abbas Saad         | Sydney Olympic        | Marconi Stallions |
| 1990 – 1991 | Josip Biskic *     | Melbourne Knights     | South Melbourne   |
| 1991 – 1992 | Alex Tobin         | Adélaïde City         | Melbourne Knights |
| 1992 – 1993 | Milan Ivanović *   | Adélaïde City (2)     | Marconi Stallions |
| 1993 – 1994 | Alex Tobin (2)     | Adélaïde City (3)     | Melbourne Knights |
| 1994 – 1995 | Steve Horvat       | Melbourne Knights (2) | Adélaïde City     |
| 1995 – 1996 | Andrew Marth       | Melbourne Knights (3) | Marconi Stallions |
| 1996 – 1997 | Alan Hunter        | Brisbane Strikers     | Sydney United     |
| 1997 – 1998 | Fausto De Amicis   | South Melbourne       | Carlton           |
| 1998 – 1999 | Goran Lozanovski   | South Melbourne (2)   | Sydney United     |
| 1999 – 2000 | Scott Chipperfield | Wollongong Wolves     | Perth Glory       |
| 2000 – 2001 | Matt Horsley       | Wollongong Wolves (2) | South Melbourne   |
| 2001 – 2002 | Ante Milicic       | Sydney Olympic (2)    | Perth Glory       |
| 2002 – 2003 | Simon Colosimo     | Perth Glory           | Sydney Olympic    |
| 2003 – 2004 | Ahmad Elrich *     | Parramatta Power      | Perth Glory       |

*Joueur figurant dans l'équipe perdante

### A-League
| Saison      | Vainqueur                       | Club                                   | Club adverse                           |
| ----------- | ------------------------------- | -------------------------------------- | -------------------------------------- |
| 2005 – 2006 | Dwight Yorke                    | Sydney FC                              | Central Coast Mariners                 |
| 2006 – 2007 | Archie Thompson                 | Melbourne Victory                      | Adélaïde United                        |
| 2007 – 2008 | Andrew Durante                  | Newcastle Jets                         | Central Coast Mariners                 |
| 2008 – 2009 | Tom Pondeljak                   | Melbourne Victory (2)                  | Adélaïde United                        |
| 2009 – 2010 | Simon Colosimo (2)              | Sydney FC (2)                          | Melbourne Victory                      |
| 2010 – 2011 | Mathew Ryan *                   | Central Coast Mariners                 | Brisbane Roar                          |
| 2011 – 2012 | Jacob Burns *                   | Perth Glory (2)                        | Brisbane Roar                          |
| 2012 – 2013 | Daniel McBreen                  | Central Coast Mariners (2)             | Western Sydney Wanderers               |
| 2013 – 2014 | Thomas Broich Iacopo La Rocca * | Brisbane Roar Western Sydney Wanderers | Western Sydney Wanderers Brisbane Roar |
| 2014 – 2015 | Mark Milligan                   | Melbourne Victory (3)                  | Sydney FC                              |
| 2015 – 2016 | Isaías Sánchez                  | Adélaïde United                        | Western Sydney Wanderers               |
| 2016 – 2017 | Daniel Georgievski *            | Melbourne Victory                      | Sydney FC                              |
| 2017 – 2018 | Lawrence Thomas                 | Melbourne Victory (3)                  | Newcastle United Jets                  |
| 2018 – 2019 | Miloš Ninković                  | Sydney FC (3)                          | Perth Glory                            |
| 2019 – 2020 | Rhyan Grant                     | Sydney FC (4)                          | Melbourne City                         |
| 2020 – 2021 | Nathaniel Atkinson              | Melbourne City                         | Sydney FC                              |
| 2021 – 2022 | Aleksandar Prijović             | Western United                         | Melbourne City                         |
| 2022 – 2023 | Jason Cummings                  | Central Coast Mariners                 | Melbourne City                         |
| 2023 – 2024 | Ryan Edmondson                  | Central Coast Mariners                 | Melbourne Victory                      |

*Joueur figurant dans l'équipe perdante